# Bataille de Ziruk
Guerre d'Afghanistan
La bataille de Ziruk a lieu pendant la guerre d'Afghanistan.

## Déroulement
Le 29 avril 2014, des insurgés islamistes attaquent des bases de l'armée afghane dans le district de Ziruk, situé dans la province de Paktîkâ, près de la frontière pakistanaise.
Selon les déclarations du général Mohammad Zahir Azimi, porte-parole du ministère de la Défense, les assaillants sont au nombre d'environ 500. La Direction de la sécurité nationale précise que parmi eux se trouvent 300 hommes du Réseau Haqqani, ainsi que des combattants étrangers.
Les combats commencent le 29 et se terminent le 30 dans la matinée. Les forces gouvernementales afghanes prennent l'avantage et soutenues par l'intervention des forces aériennes de la FIAS, elles repoussent les insurgés. 
D'après les services de renseignement afghans, une soixantaine de rebelles sont tués. Selon le général Mohammad Zahir Azimi, les pertes des forces militaires afghanes sont de cinq soldats tués, six blessés et un autre fait prisonnier. 